# Notasteron carnarvon
Notasteron carnarvon là một loài nhện trong họ Zodariidae.
Loài này thuộc chi Notasteron. Notasteron carnarvon được Barbara C. Baehr miêu tả năm 2005.